# 79-es busz (Budapest)
A budapesti 79-es jelzésű autóbusz Csepel, Szent Imre tér és a Közvágóhíd között közlekedett. A vonalat a Budapesti Közlekedési Zrt. üzemeltette.

## Története
1970. március 1-jén az előző nap megszűnt 22-es villamos pótlására „K” jelzéssel indult új buszjárat a Boráros tér és a Nagyvásártelep között villamos viteldíjjal. 1975. július 4-én megszűnt a „K” busz, helyette elindították a 79-es buszt a Közvágóhíd és a csepeli Jókai utca között. Az 1980-as évek elejétől mindkét irányban betért a Szállító utcába. 1984. január 1-jétől 179-es (későbbi 179É) jelzésű éjszakai járat is közlekedett a Boráros tértől Csepel HÉV-állomásig. A 79-es buszt 1984 szeptemberében meghosszabbították Csepel, Tanácsház térig. 1994. január 1-jén elindult a 79A jelzésű betétjárata, mely csak szombaton járt és nem tért be a Szállító utcához. 1996. április 1-jétől a Bajáki Ferenc utcán át, a csepeli kórház és Csepel HÉV-állomás érintésével közlekedett, a korábban megszüntetett 148-as busz önálló csepeli szakaszának pótlására. 2006. december 1-jén útvonala újra módosult, a Csepel rakpart és a Hídépítő utca helyett (a Nagyvásártelep érintése nélkül) a Soroksári útnál fordult vissza. 2008. február 11-én jelzése 179-esre módosult.

## Útvonala
| Csepel, Szent Imre tér felé | Közvágóhíd felé |
| --- | --- |
| Közvágóhíd vá. – Soroksári út – Összekötő út – Kvassay Jenő út – Szabadkikötő út – Szállító utca – Szabadkikötő utca – Kossuth Lajos utca – Szent Imre tér – Tanácsház utca – II. Rákóczi Ferenc út – Karácsony Sándor utca – Bajáki Ferenc utca – Posztógyár utca – II. Rákóczi Ferenc út – Koltói Anna utca – Csepel, Szent Imre tér vá. | Csepel, Szent Imre tér vá. – Tanácsház utca – Kossuth Lajos utca – Szabadkikötő út – Szállító utca – Szabadkikötő utca – Kvassay Jenő út – szervizút – Közvágóhíd vá. |

## Megállóhelyei
A járat indításakor (1975)
| 0  | Csepel, Jókai utca végállomás | 10 | Pesterzsébet–Csepel HÉV 48, 51, 59               |
| ∫  | Corvin út                     | 9  | 59                                               |
| 2  | Kossuth Lajos utca            | ∫  | 59                                               |
| 3  | Szabadkikötő út               | 7  | Csepeli gyorsvasút                               |
| 6  | Csepeli híd                   | 4  |                                                  |
| 7  | Kvassay Jenő út               | 3  |                                                  |
| 9  | Nagyvásártelep                | 2  |                                                  |
| 10 | Közvágóhíd végállomás         | 0  | Ráckevei HÉV 23, 54, 54Y, 123, 154 2, 23, 24, 31 |

A járat megszűnésekor (2008)
| 0  | Csepel, Szent Imre tér végállomás             | 28 | 38A, 48, 48A, 51, 52, 59, 59A, 71, 138, 151, 152, 159 Helyközi buszok             |
| ∫  | Koltói Anna utca                              | 27 | 38A, 51, 52, 71, 138, 152, 159                                                    |
| ∫  | Szent Imre tér                                | 26 | Csepeli HÉV 38A, 48, 48A, 51, 52, 59, 59A, 71, 138, 151, 152, 159 Helyközi buszok |
| ∫  | Karácsony Sándor utca                         | 24 | Csepeli HÉV 38A, 52, 59A, 138, 151, 152, 159 Helyközi buszok                      |
| ∫  | Csepel, HÉV-állomás                           | 22 | Csepeli HÉV 38A, 138 Helyközi buszok                                              |
| ∫  | Csepeli Kórház                                | 21 |                                                                                   |
| ∫  | Bajáki Ferenc utca                            | 20 |                                                                                   |
| ∫  | Karácsony Sándor utca                         | 19 | Csepeli HÉV 38A, 52, 59A, 138, 151, 152, 159 Helyközi buszok                      |
| ∫  | II. Rákóczi Ferenc út                         | 18 | Csepeli HÉV 38A, 52, 59A, 138, 151, 152, 159                                      |
| 1  | Szent Imre tér (↓) Csepel, Szent Imre tér (↑) | 17 | 38A, 48, 48A, 51, 52, 59, 59A, 71, 138, 151, 152, 159 Helyközi buszok             |
| 2  | Ady Endre út (↓) Kossuth Lajos utca (↑)       | 15 | 48, 51, 59, 151                                                                   |
| 4  | Corvin út (↓) Petróleum utca (↑)              | 13 | 59                                                                                |
| ∫  | Közterületfenntartó Zrt.                      | 11 |                                                                                   |
| ∫  | Vámhivatal                                    | 10 |                                                                                   |
| ∫  | Szállító utca 6.                              | 9  |                                                                                   |
| 5  | Szállító utca                                 | 8  |                                                                                   |
| 6  | Szállító utca 6.                              | ∫  |                                                                                   |
| 7  | Vámhivatal                                    | ∫  |                                                                                   |
| 8  | Közterületfenntartó Zrt.                      | ∫  |                                                                                   |
| 9  | Szabadkikötő                                  | 7  | Csepeli HÉV                                                                       |
| 12 | Csepeli híd                                   | 4  |                                                                                   |
| 13 | Helyi kikötő út                               | 4  |                                                                                   |
| ∫  | Kvassay Jenő út                               | 3  | Ráckevei HÉV 23, 23, 54, 55, 103 1, 2, 24                                         |
| 14 | Közvágóhíd végállomás                         | 0  | Ráckevei HÉV 23, 23, 54, 55, 103 1, 2, 24                                         |